# 1020-ті
Початок Високого Середньовіччя •  Доба вікінгів •  Золота доба ісламу •  Реконкіста  •  Київська Русь

## Події

### Київська Русь
Між 1023—1026 роками тривала боротьба за між Мстиславом Тмутараканським і Ярославом, яка завершилася мирною угодою. Мстислав Хоробрий, перемігши в Листвинській битві, захопив Чернігів, і домовився з Ярославом про своє право на лівобережжя. 
В кінці десятиліття Ярослав Мудрий здійснив похід на Кавказ проти ясів, а потім у землі сучасної Естонії. У зв'язку з цим походом уперше згадується Тарту.

### Польща
1025 року князь Болеслав Хоробрий отримав від папи римського  Івана XIX королівську корону. Того ж року Болеслав помер, і королем Польщі став його син  Мешко, правитель слабший. Польща втратила словацькі землі, якими заволоділи угорці, Богемія відібрала Моравію, а Священна Римська імперія — частину Лужиці. Мешко здійснював походи в Саксонію, але без успіху.

### Візантія
1025 року помер імператор Василій II Болгаробійця. Після нього до 1028 року правив  Костянтин VIII, якого змінив Роман III Аргир, одружившись із донькою Костянтина Зоєю. Візантійці намагалися втримати свої володіння на півдні Італії і вели війни з арабами в Сирії.

### Західна Європа
Після смерті 1024 року  Генріха II Святого  імператором Священної Римської імперії став  Конрад II, започаткувавши нову Салічну династію. 1027 року його було короновано в Римі. Попереднього року він коронувався королем Італії в Мілані, бо не зміг увійти в Павію, де спалахнуло антинімецьке повстання. 
На півдні Апеннінського півострова за владу над Неаполем боролися неаполітанський дука Сергій IV та капуанський князь Пандульф IV. Сергій переміг із допомогою норманського авантюриста Райнульфа Дренгота.
Канут Великий, король Данії та Англії, допоміг язичникам Норвегії перемогти в биві при Стиклестаді  короля  Олафа Святого. Надалі він проголосив себе ще й королем Норвегії.
Кордовський халіфат став розпададися на окремі тайфи внаслідок боротьби різних сил: арабських, берберських, християнських та слов'янської частин війська. На півночі Піренейського півострова Санчо III Великий захопив Кастилію.

### Ісламський світ
1021 року завершилося правління Фатімідського халіфа Аль-Хакіма. Куди він зник невідомо, і це породило віру друзів у те, що він пішов у заховання. 
Упродовж десятиліття зростала міць Махмуда Газневі у Середній Азії. Він підкорив Хорезм частину північної Індії, здійснюючи часті загарбницькі походи. Столиця його володінь, Газні, стала центром розвитку наук та мистецтв. Махмуд Газневі помер 1030 року, і після його смерті владу захопив його син Масуд.
Іншими значними силами в регіоні були Караханіди. Почалися завойовницькі походи сельджуків. Зокрема, 1021 року вони напали на Вірменію.

### Південна Азія
Це було десятиліття великих завоювань держави Чола з півдня Індії. Чола підкорила собі Бенгал, значні території на Малайському півострові й завдала важкого удару державі Шривіджая, яка впродовж багатьох століть контролювала торгівлю в Південно-Східній Азії.

### Китай
У Китаї продовжувалося правління  династії Сун. Важливим економічним розвитком стало офіційне запровадження паперових грошей.